# Чернявська сільська рада (Волочиський район)
Черня́вська сільська́ ра́да — адміністративно-територіальна одиниця та орган місцевого самоврядування в Волочиському районі Хмельницької області. Адміністративний центр — село Чернява.

## Загальні відомості
- Територія ради: 30,722 км²
- Населення ради: 848 осіб (станом на 2001 рік)
- Територією ради протікає Південний Буг

## Населені пункти
Сільській раді підпорядковані населені пункти:
- с. Чернява
- с. Глядки
- с. Кущівка

## Склад ради
Рада складається з 12 депутатів та голови.
- Голова ради: Квасниця Олександр Вікторович
- Секретар ради: Кара Ольга Володимирівна

### Керівний склад попередніх скликань
| Прізвище, ім'я, по батькові   | Основні відомості                                                         | Дата обрання | Дата звільнення |
| ----------------------------- | ------------------------------------------------------------------------- | ------------ | --------------- |
| Квасниця Олександр Вікторович | Сільський голова, 1973 року народження, освіта вища, член Народної партії | 26.03.2006   | 31.10.2010      |
| Квасниця Олександр Вікторович | Сільський голова, 1973 року народження, освіта вища, безпартійний         | 31.10.2010   |                 |

Примітка: таблиця складена за даними сайту Верховної Ради України

### Депутати
За результатами місцевих виборів 2010 року депутатами ради стали:

#### За суб'єктами висування
| Суб'єкт висування | Кількість обраних депутатів | %    |
| ----------------- | --------------------------- | ---- |
| Самовисування     | 10                          | 83,3 |
| Народна партія    | 2                           | 16,7 |

#### За округами
| № округу       | Прізвище, ім'я, по батькові     | Дата визнання обраним | Освіта             | Партійна приналежність | Відомості про обраного депутата                               |
| -------------- | ------------------------------- | --------------------- | ------------------ | ---------------------- | ------------------------------------------------------------- |
| Народна Партія |                                 |                       |                    |                        |                                                               |
| 8              | Лищук Лідія Сергіївна           | 04.11.2010            | середня спеціальна | член Народної партії   | Чернявський відділ зв'язку, листоноша                         |
| 9              | Лищук Франя Омельянівна         | 04.11.2010            | середня спеціальна | член Народної партії   | пенсіонер                                                     |
| Самовисування  |                                 |                       |                    |                        |                                                               |
| 1              | Ковбаснюк Олексій Юрійович      | 04.11.2010            | середня            | позапартійний          | пенсіонер                                                     |
| 2              | Карий Олег Віталійович          | 04.11.2010            | вища               | позапартійний          | Стіомі Холдінг, комірник виборчого підрозділу                 |
| 3              | Байдак Валентина Володимирівна  | 04.11.2010            | середня спеціальна | позапартійна           | Фермерське господарство «Байдак», голова                      |
| 4              | Кара Ольга Володимирівна        | 04.11.2010            | середня спеціальна | позапартійна           | Чернявська сільська рада, секретар                            |
| 5              | Антонюк Наталія Миколаївна      | 04.11.2010            | середня спеціальна | позапартійна           | Чернявський фельдшерсько-акушерський пункт, завідувачка ФАПом |
| 6              | Лисенко Альона Олександрівна    | 04.11.2010            | вища               | позапартійна           | Глядківська загальноосвітня школа, вчитель                    |
| 7              | Ковбаснюк Василь Юрійович       | 04.11.2010            | середня            | позапартійний          | тимчасово не працює                                           |
| 10             | Антонюк Олександр Олександрович | 04.11.2010            | вища               | позапартійний          | Бубнівська загальноосвітня школа І-ІІІ ст., вчитель           |
| 11             | Франков Володимир Васильович    | 04.11.2010            | середня            | позапартійний          | пенсіонер                                                     |
| 12             | Писюк Володимир Іванович        | 04.11.2010            | середня спеціальна | позапартійний          | Глядківська загальноосвітня школа, оператор котельні          |